# Danh sách thủ trưởng hành chính cấp tỉnh Trung Quốc
Thủ trưởng đơn vị hành chính cấp tỉnh (tiếng Trung: 省级行政区行政首长, bính âm Hán ngữ: Shěng jí xíngzhèngqū xíngzhèng shǒuzhǎng, từ Hán - Việt: Tỉnh cấp hành chính khu hành chính thủ trưởng) là công vụ viên lãnh đạo cơ quan hành chính cấp tỉnh địa phương của Cộng hòa Nhân Dân Trung Hoa.
Thủ trưởng hành chính cấp tỉnh còn được gọi chung là Tỉnh trưởng Chính phủ Nhân dân, bao gồm tên cụ thể: Tỉnh trưởng, Thị trưởng trực hạt thị, Chủ tịch Khu tự trị và Đặc khu trưởng. Trung Quốc chia địa phương thành 33 đơn vị hành chính cấp tỉnh, gồm 22 tỉnh, 04 trực hạt thị, 05 khu tự trị và 02 đặc khu hành chính. Bên cạnh đó, Trung Quốc tuyên bố Đài Loan là một đơn vị cấp tỉnh, trên danh nghĩa. Với 33 đơn vị cấp tỉnh, có 33 thủ trưởng hành chính.
Các thủ trưởng đơn vị hành chính cấp tỉnh phụ trách công tác quản lý hành chính, là lãnh đạo vị trí thứ Hai của mỗi tỉnh, đứng đầu bởi Bí thư Tỉnh ủy.
Các thủ trưởng đơn vị hành chính đều là đảng viên Đảng Cộng sản Trung Quốc (ngoại trừ hai Đặc khu trưởng Hồng Kông và Ma Cao), chức vụ cấp bậc Tỉnh trưởng - Bộ trưởng.
| Hàm chức Đảng： Ủy viên Trung ương XIX Ủy viên dự khuyết Trung ương XIX Ủy viên Ủy ban Kiểm Kỷ |

## Thị trưởng Chính phủ Nhân Dân trực hạt thị
| Trực hạt thị | Chính phủ trực hạt thị (Danh sách thị trưởng) | Thị trưởng                              | Ảnh | Nhiệm kỳ                               | Sinh    | B |
| ------------ | --------------------------------------------- | --------------------------------------- | --- | -------------------------------------- | ------- | - |
|              | Chính phủ Bắc Kinh Thị trưởng Bắc Kinh        | Trần Cát Ninh (陈吉宁)                  |     | 27 tháng 5 năm 2017（7 năm, 301 ngày） | 02/1964 |   |
|              | Chính phủ Thiên Tân Thị trưởng Thiên Tân      | Liêu Quốc Huân (廖国勋) - Người Thổ Gia |     | 3 tháng 9 năm 2020（4 năm, 202 ngày）  | 02/1963 |   |
|              | Chính phủ Thượng Hải Thị trưởng Thượng Hải    | Cung Chính (龚正)                       |     | 23 tháng 3 năm 2020（5 năm, 1 ngày）   | 03/1960 |   |
|              | Chính phủ Trùng Khánh Thị trưởng Trùng Khánh  | Đường Lương Trí (唐良智)                |     | 2 tháng 1 năm 2018（7 năm, 81 ngày）   | 06/1960 |   |

## Tỉnh trưởng Chính phủ Nhân Dân
| Danh sách Tỉnh trưởng hiện tại của 22 tỉnh* | Danh sách Tỉnh trưởng hiện tại của 22 tỉnh*         | Danh sách Tỉnh trưởng hiện tại của 22 tỉnh* | Danh sách Tỉnh trưởng hiện tại của 22 tỉnh* | Danh sách Tỉnh trưởng hiện tại của 22 tỉnh* | Danh sách Tỉnh trưởng hiện tại của 22 tỉnh* | Danh sách Tỉnh trưởng hiện tại của 22 tỉnh* |
| Các tỉnh                                    | Chính phủ tỉnh Danh sách Tỉnh trưởng                | Tỉnh trưởng                                 | Ảnh                                         | Nhiệm kỳ                                    | Năm sinh                                    | Hàm                                         |
| ------------------------------------------- | --------------------------------------------------- | ------------------------------------------- | ------------------------------------------- | ------------------------------------------- | ------------------------------------------- | ------------------------------------------- |
|                                             | Chính phủ Hà Bắc Tỉnh trưởng Hà Bắc                 | Hứa Cần (许 勤)                             |                                             | 7 tháng 4 năm 2017（7 năm, 351 ngày）       | 10/1960                                     |                                             |
|                                             | Chính phủ Sơn Tây Tỉnh trưởng Sơn Tây               | Lâm Vũ (林 武)                              |                                             | 5 tháng 12 năm 2019（5 năm, 109 ngày）      | 02/1962                                     |                                             |
|                                             | Chính phủ Liêu Ninh Tỉnh trưởng Liêu Ninh           | Lưu Ninh (刘 宁)                            |                                             | 1 tháng 7 năm 2020（4 năm, 266 ngày）       | 01/1962                                     |                                             |
|                                             | Chính phủ Cát Lâm Tỉnh trưởng Cát Lâm               | Hàn Tuấn (韩俊)                             |                                             | 25 tháng 11 năm 2020（4 năm, 119 ngày）     | 11/1963                                     |                                             |
|                                             | Chính phủ Hắc Long Giang Tỉnh trưởng Hắc Long Giang | Vương Văn Đào (王文涛)                      |                                             | 26 tháng 3 năm 2018（6 năm, 363 ngày）      | 05/1964                                     |                                             |
|                                             | Chính phủ Giang Tô Tỉnh trưởng Giang Tô             | Ngô Chính Long (吴政隆)                     |                                             | 31 tháng 5 năm 2017（7 năm, 297 ngày）      | 11/1964                                     |                                             |
|                                             | Chính phủ Chiết Giang Tỉnh trưởng Chiết Giang       | Trịnh Sách Khiết (郑栅洁)                   |                                             | 4 tháng 9 năm 2020（4 năm, 201 ngày）       | 11/1961                                     |                                             |
|                                             | Chính phủ An Huy Tỉnh trưởng An Huy                 | Lý Quốc Anh (李国英)                        |                                             | 1 tháng 9 năm 2016（8 năm, 204 ngày）       | 12/1963                                     |                                             |
|                                             | Chính phủ Phúc Kiến Tỉnh trưởng Phúc Kiến           | Vương Ninh (王宁)                           |                                             | 2 tháng 7 năm 2020（4 năm, 265 ngày）       | 04/1961                                     |                                             |
|                                             | Chính phủ Giang Tây Tỉnh trưởng Giang Tây           | Dịch Luyện Hồng (易炼红)                    |                                             | 6 tháng 8 năm 2018（6 năm, 230 ngày）       | 09/1959                                     |                                             |
|                                             | Chính phủ Sơn Đông Tỉnh trưởng Sơn Đông             | Lý Cán Kiệt (李干杰)                        |                                             | 17 tháng 4 năm 2020（4 năm, 341 ngày）      | 11/1964                                     |                                             |
|                                             | Chính phủ Hà Nam Tỉnh trưởng Hà Nam                 | Doãn Hoằng (尹 弘)                          |                                             | 6 tháng 12 năm 2019（5 năm, 108 ngày）      | 06/1963                                     |                                             |
|                                             | Chính phủ Hồ Bắc Tỉnh trưởng Hồ Bắc                 | Vương Hiểu Đông (王晓东)                    |                                             | 14 tháng 9 năm 2016（8 năm, 191 ngày）      | 01/1960                                     |                                             |
|                                             | Chính phủ Hồ Nam Tỉnh trưởng Hồ Nam                 | Hứa Đạt Triết (许达哲)                      |                                             | 5 tháng 9 năm 2016（8 năm, 200 ngày）       | 09/1956                                     |                                             |
|                                             | Chính phủ Quảng Đông Tỉnh trưởng Quảng Đông         | Mã Hưng Thụy (马兴瑞)                       |                                             | 30 tháng 12 năm 2016（8 năm, 84 ngày）      | 10/1959                                     |                                             |
|                                             | Chính phủ Hải Nam Tỉnh trưởng Hải Nam               | Thẩm Hiểu Minh (沈晓明)                     |                                             | 7 tháng 4 năm 2017（7 năm, 351 ngày）       | 05/1963                                     |                                             |
|                                             | Chính phủ Tứ Xuyên Tỉnh trưởng Tứ Xuyên             | Doãn Lực (尹 力)                            |                                             | 22 tháng 1 năm 2016（9 năm, 61 ngày）       | 08/1962                                     |                                             |
|                                             | Chính phủ Quý Châu Tỉnh trưởng Quý Châu             | Kham Di Cầm (谌贻琴)                        |                                             | 6 tháng 9 năm 2017（7 năm, 199 ngày）       | 12/1959                                     |                                             |
|                                             | Chính phủ Vân Nam Tỉnh trưởng Vân Nam               | Vương Dữ Ba (王予波)                        |                                             | 25 tháng 11 năm 2020（4 năm, 119 ngày）     | 01/1963                                     |                                             |
|                                             | Chính phủ Thiểm Tây Tỉnh trưởng Thiểm Tây           | Triệu Nhất Đức (赵一德)                     |                                             | 2 tháng 8 năm 2020（4 năm, 234 ngày）       | 02/1965                                     |                                             |
|                                             | Chính phủ Cam Túc Tỉnh trưởng Cam Túc               | Nhậm Chấn Hạc (唐仁健)                      |                                             | 3 tháng 12 năm 2020（4 năm, 111 ngày）      | 08/1964                                     |                                             |
|                                             | Chính phủ Thanh Hải Tỉnh trưởng Thanh Hải           | Tín Trường Tinh (信长星)                    |                                             | 1 tháng 8 năm 2020（4 năm, 235 ngày）       | 12/1963                                     |                                             |

* Cộng hòa Nhân Dân Trung Hoa tuyên bố Đài Loan là tỉnh thứ 23 của nước này.

## Chủ tịch Chính phủ khu tự trị
| Danh sách Chủ tịch khu tự trị hiện tại | Danh sách Chủ tịch khu tự trị hiện tại  | Danh sách Chủ tịch khu tự trị hiện tại             | Danh sách Chủ tịch khu tự trị hiện tại | Danh sách Chủ tịch khu tự trị hiện tại  | Danh sách Chủ tịch khu tự trị hiện tại | Danh sách Chủ tịch khu tự trị hiện tại |
| Các khu tự trị                         | Chính phủ khu tự trị Danh sách Chủ tịch | Chủ tịch hiện tại                                  | Ảnh                                    | Nhiệm kỳ                                | Sinh năm                               | Hàm                                    |
| -------------------------------------- | --------------------------------------- | -------------------------------------------------- | -------------------------------------- | --------------------------------------- | -------------------------------------- | -------------------------------------- |
|                                        | Chính phủ Nội Mông Cổ Chủ tịch Nội Mông | Bố Tiểu Lâm (布小林) （nữ, người Mông Cổ）         |                                        | 30 tháng 3 năm 2016（8 năm, 359 ngày）  | 08/1958                                |                                        |
|                                        | Chỉnh phủ Quảng Tây Chủ tịch Quảng Tây  | Lam Thiên Lập (蓝天立) （Người Tráng - 壮族）      |                                        | 19 tháng 10 năm 2020（4 năm, 156 ngày） | 10/1962                                |                                        |
|                                        | Chính phủ Tây Tạng Chủ tịch Tây Tạng    | Che Dalha (齐扎拉) （người Tạng - 藏族）           |                                        | 15 tháng 1 năm 2017（8 năm, 68 ngày）   | 08/1958                                |                                        |
|                                        | Chính phủ Hồi Ninh Hạ Chủ tịch Ninh Hạ  | Hàm Huy (咸 辉) （nữ, người Hồi - 回族）           |                                        | 3 tháng 7 năm 2016（8 năm, 264 ngày）   | 03/1958                                |                                        |
|                                        | Chính phủ Tân Cương Chủ tịch Tân Cương  | Shohrat Zakir 雪克来提·扎克尔 （người Duy Ngô Nhĩ) |                                        | 31 tháng 12 năm 2014（10 năm, 83 ngày） | 08/1953                                |                                        |

## Trưởng quan Đặc khu hành chính
Hồng Kông và Ma Cao là hai Đặc khu hành chính của Cộng hòa Nhân Dân Trung Hoa, được chuyển trở lại năm 1997 đối với Hồng Kông từ Vương quốc Liên hiệp Anh và Bắc Ireland, năm 1999 đối với Ma Cao từ Bồ Đào Nha. Trưởng quan Đặc khu là chức vụ lãnh đạo cao nhất của đặc khu, được bầu cử bởi người dân, bổ nhiệm bởi Tổng lý Quốc vụ viện.
Trưởng quan hay còn gọi là Đặc khu trưởng, vị trí tương tự của Tỉnh trưởng Chính phủ Nhân Dân.
| Trưởng quan Hồng Kông và Ma Cao | Trưởng quan Hồng Kông và Ma Cao           | Trưởng quan Hồng Kông và Ma Cao      | Trưởng quan Hồng Kông và Ma Cao | Trưởng quan Hồng Kông và Ma Cao        | Trưởng quan Hồng Kông và Ma Cao | Trưởng quan Hồng Kông và Ma Cao                                    |
| Các đặc khu                     | Chính phủ Đặc khu Danh sách Trưởng quan   | Trưởng quan hiện tại                 | Ảnh                             | Nhiệm kỳ                               | Sinh năm                        | Địa chính trị                                                      |
| ------------------------------- | ----------------------------------------- | ------------------------------------ | ------------------------------- | -------------------------------------- | ------------------------------- | ------------------------------------------------------------------ |
|                                 | Chính phủ Hồng Kông Trưởng quan Hồng Kông | Lâm Trịnh Nguyệt Nga 林鄭月娥 （nữ） |                                 | 1 tháng 7 năm 2017（7 năm, 266 ngày）  | 05/1957                         | Dân chủ bỏ phiếu, Tổng lý bổ nhiệm, chính thể Trận doanh Hồng Kông |
|                                 | Chính phủ Ma Cao Trưởng quan Ma Cao       | Hạ Nhất Thành 贺一诚                 |                                 | 20 tháng 12 năm 2019（5 năm, 94 ngày） | 06/1957                         | Dân chủ bỏ phiếu, Tổng lý bổ nhiệm, chính thể Trận doanh Ma Cao    |